# Yoshinori Furube
Yoshinori Furube (古邊 芳昇 Furube Yoshinori?), född 9 december 1970 i Hiroshima prefektur, är en japansk före detta fotbollsspelare.
Furube började sin karriär 1993 i Kagawa Shiun. Efter Kagawa Shiun spelade han för Avispa Fukuoka, FC Tokyo och Sagawa Express Tokyo. Han avslutade karriären 2001.